# Nakladatelství Karolinum
Nakladatelství Karolinum je největší univerzitní nakladatelství v České republice. Je součástí Univerzity Karlovy a sídlí v Praze.

## O nakladatelství
Nakladatelství bylo založeno v roce 1990 a jeho činnost navazuje na Ediční středisko Univerzity Karlovy. Nakladatelství funguje jako účelové zařízení univerzity, oficiální název je Univerzita Karlova, Nakladatelství Karolinum. Vydává tituly navržené edičními komisemi jednotlivých fakult i produkci z vlastního edičního plánu.
Zaměřuje se na vědecké monografie, učební texty, vědecké sborníky, časopisy, publikace o dějinách Univerzity Karlovy, oborové edice (se zaměřením na literární vědu, historii kultury, lingvistiku, filozofii, vizuální kulturu aj.), včetně překladových titulů. Produkce nakladatelství zahrnuje tištěné, elektronické a interaktivní knihy a časopisy. Všechny časopisy a vybrané knihy jsou volně přístupné v režimu Open Access. Vydává tituly v češtině i dalších jazycích.
Americké univerzitní nakladatelství University of Chicago Press pro Nakladatelství Karolinum zajišťuje celosvětovou distribuci vybraných anglicky psaných knih nebo z češtiny přeložených odborných knih a publikací propagujících středoevropskou kulturu.
V květnu 2021 se součástí Nakladatelství Karolinum stalo Sociologické nakladatelství SLON.
Nakladatelství Karolinum se účastní knižních veletrhů jak v Česku, jako je veletrh Svět knihy nebo knižní trh v Havlíčkově Brodě, tak v zahraničí, například v Londýně nebo Frankfurtský knižní veletrh.
Nakladatelství tvoří redakce sídlící na rektorátě Univerzity Karlovy na Ovocném trhu v Praze, DTP studio a tiskárna v areálu Husitské teologické fakulty UK a kamenné knihkupectví v pražské Celetné ulici.
V letech 1994–2009 byl ředitelem Jaroslav Jirsa, od roku 2010 je ředitelem Petr Valo.

## Produkce

Edice Modern Czech Classics

K edicím Nakladatelství Karolinum patří například Environmentální texty, Medievistika, Myšlení současnosti, Politeia, Studia nových médií nebo Studia poetica.
Publikace nakladatelství se věnují nejrůznějším tématům, například historii, lékařským vědám, lingvistice, literárním či přírodním vědám nebo náboženství. Vydává též jazykové učebnice, včetně učebnic češtiny pro nerodilé mluvčí.
V angličtině vychází Edice Václava Havla / Václav Havel Series, která navazuje na intelektuální činnost myslitele, dramatika, disidenta a prezidenta, jehož jméno nese, a prezentuje různorodé pohledy na svět kolem nás. V souvislosti s internacionalizací univerzity vychází v angličtině i další práce.
V nakladatelství vychází více než 20 vědeckých časopisů z oblasti humanitních i přírodních věd, medicíny, práva, pedagogiky a ekonomie.
V rámci edic Modern Czech Classics a Modern Slovak Classics vycházejí překlady české (Hrabal, Vančura, Vaculík, Reynek, Fuks, Poláček aj.) a slovenské beletrie (Johanides).
Román Saturnin Zdeňka Jirotky vydalo Nakladatelství Karolinum do listopadu 2022 v 11 jazycích, mj. anglicky, německy, italsky nebo polsky.
V nakladatelství vychází rovněž Dílo Karla Šiktance přinášející básníkovu tvorbu.

## Další fotografie

Edice Václava Havla / Václav Havel Series
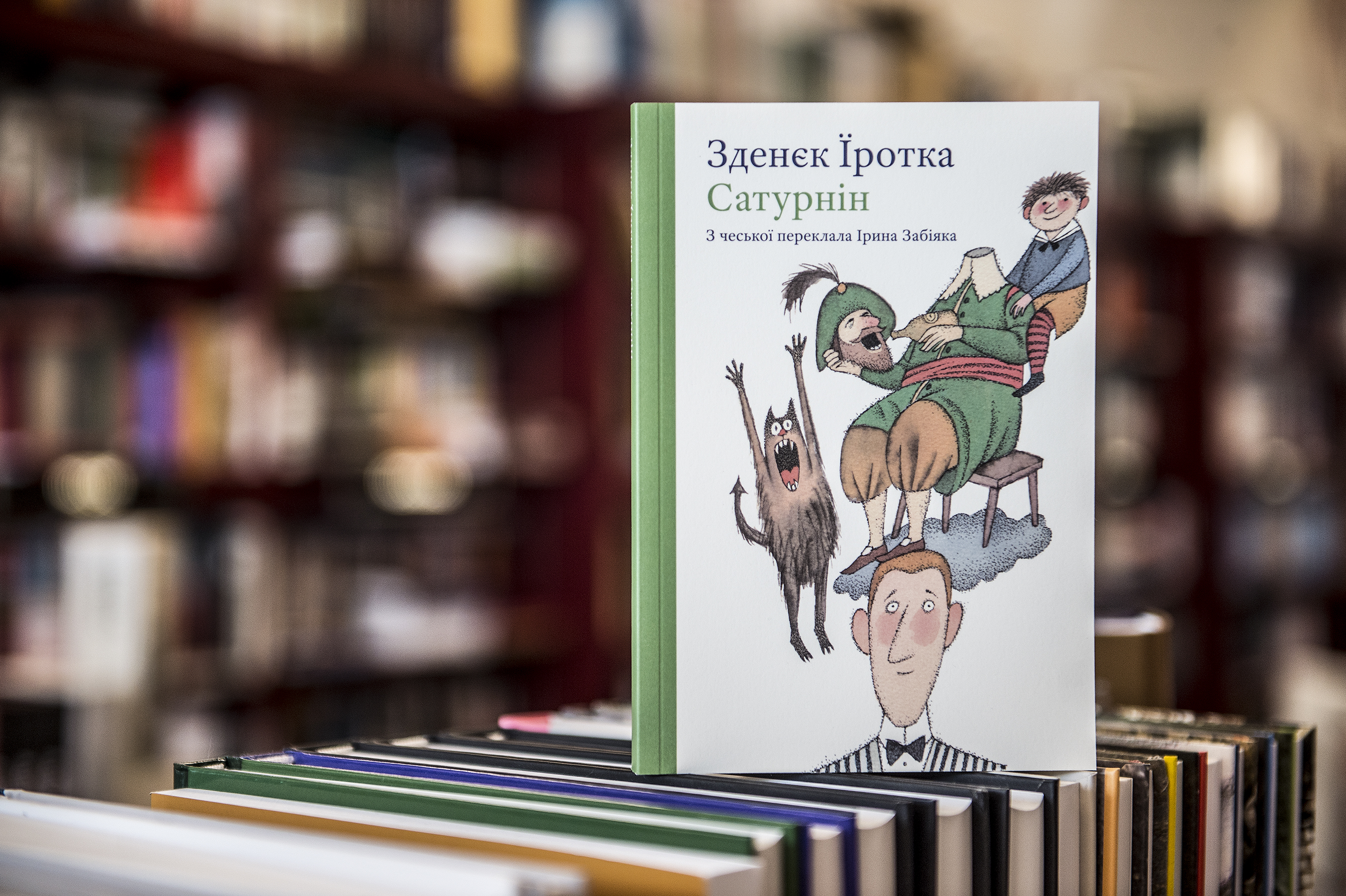
Saturnin v ukrajinštině
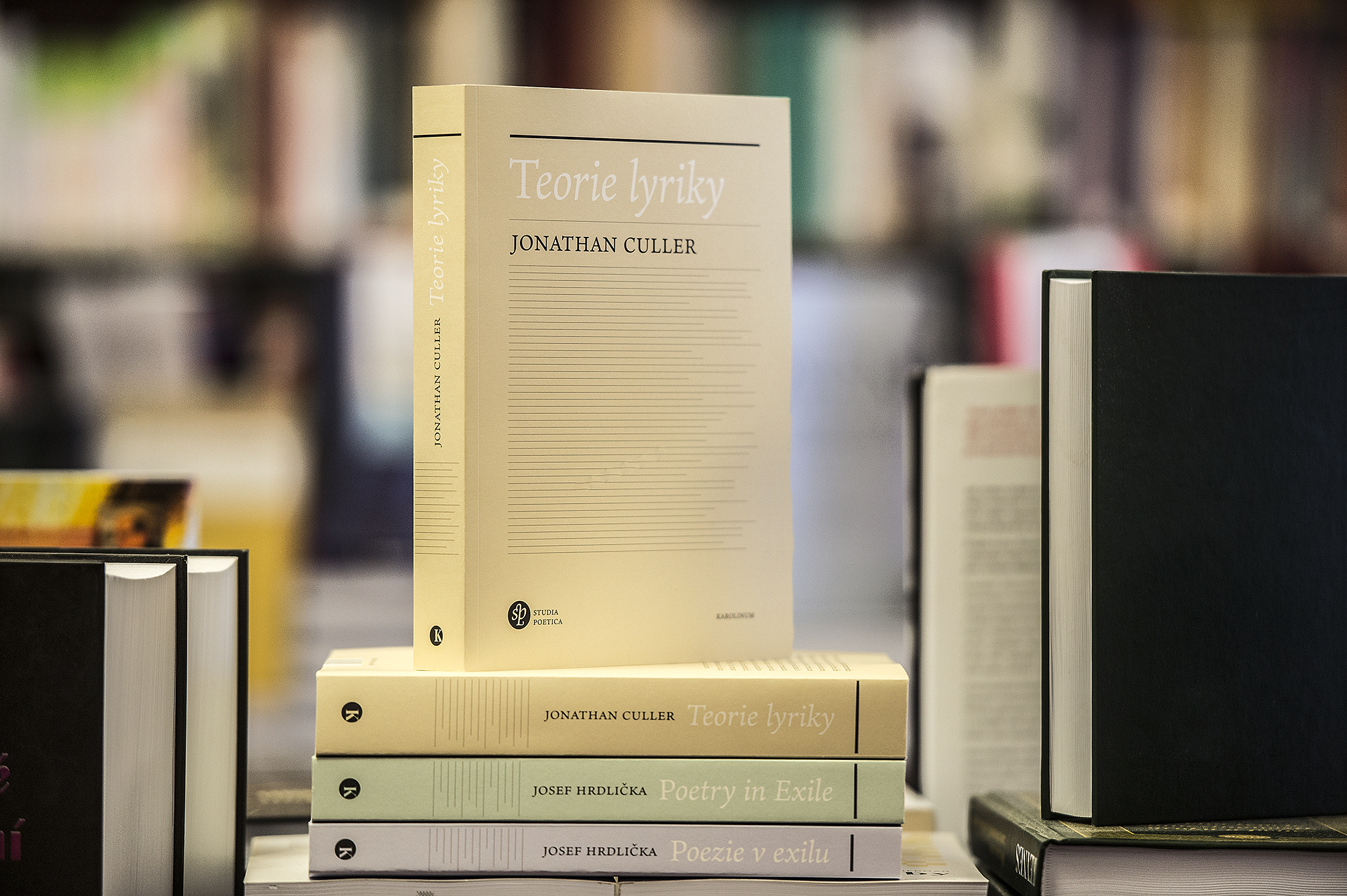
Edice Studia poetica
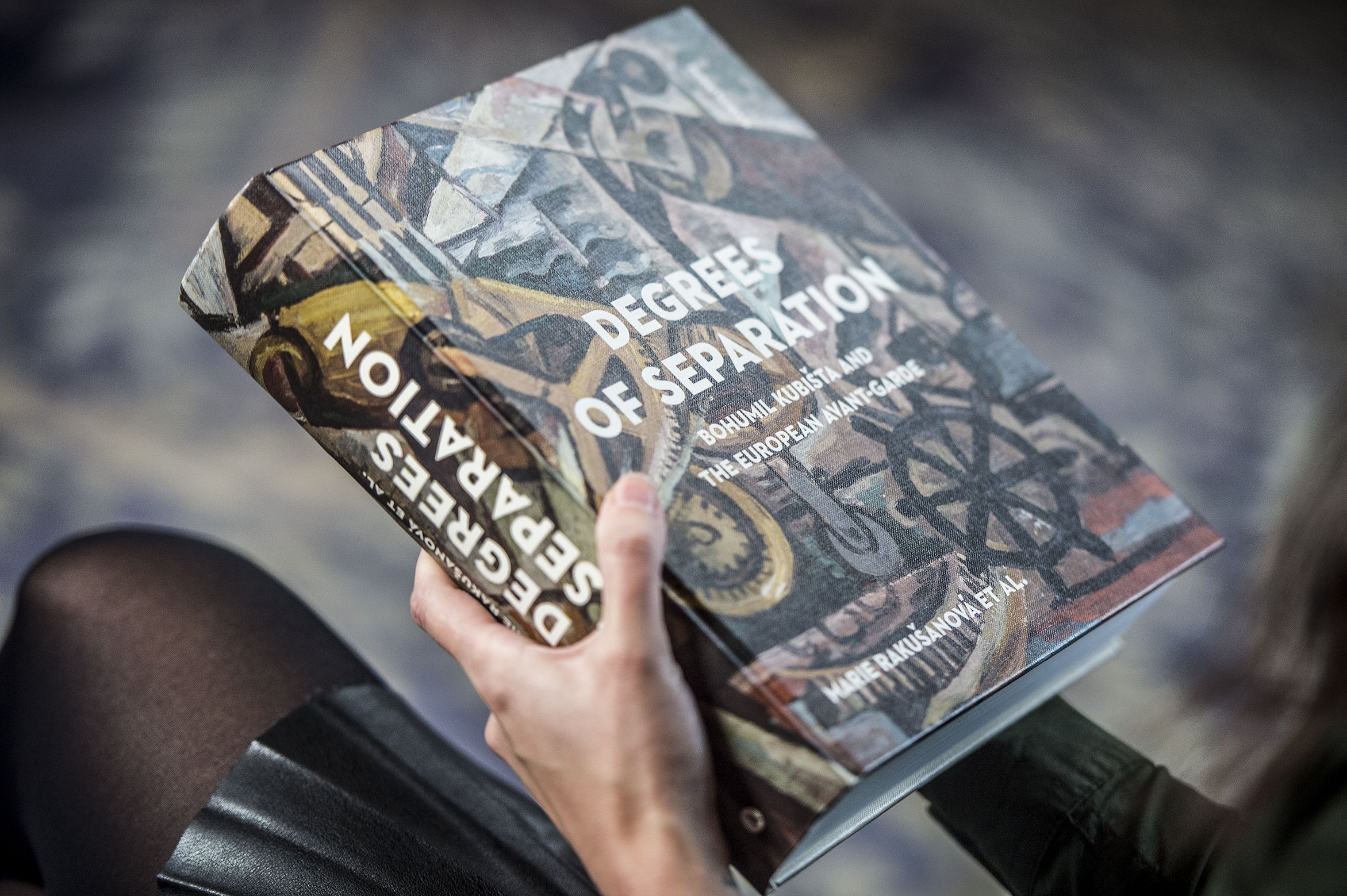
Degrees of Separation, anglické vydání knihy Bohumil Kubišta a Evropa